# Aeriditis
× Aeriditis, (abreviado Aerdts) en el comercio, es un híbrido intergenérico entre los géneros de orquídeas Aerides × Doritis. Fue publicado en Orchid Rev. 81(957) cppo: 7 (1973).